# Atlin (circonscription britanno-colombienne)
Pour les articles homonymes, voir Atlin.
Circonscription électorale provinciale du Canada
Atlin est une ancienne circonscription provinciale de la Colombie-Britannique représentée à l'Assemblée législative de la Colombie-Britannique de 1903 à 1991.

## Géographie
Les principales villes formant la circonscription étaient:
- Atlin
- Dease Lake
- Telegraph Creek
- Anyox (maintenant ville fantôme)
- Stewart

## Liste des députés
| Législature                                                                        | Années          | Député                   | Député                   | Parti         |
| Atlin                                                                              | Atlin           | Atlin                    | Atlin                    | Atlin         |
| ---------------------------------------------------------------------------------- | --------------- | ------------------------ | ------------------------ | ------------- |
| 10e                                                                                | 1903–1907       |                          | Henry Esson Young        | Conservateur  |
| 11e                                                                                | 1907–1909       |                          | Henry Esson Young        | Conservateur  |
| 12e                                                                                | 1909–1912       |                          | Henry Esson Young        | Conservateur  |
| 13e                                                                                | 1912–1916       |                          | Henry Esson Young        | Conservateur  |
| 14e                                                                                | 1916–1920       |                          | Frank Harry Mobley       | Libéral       |
| 14e                                                                                | fév.-déc. 1920  |                          | Vacant                   | Vacant        |
| 15e                                                                                | 1920–1924       |                          | Herbert Frederick Kergin | Libéral       |
| 16e                                                                                | 1924–1928       |                          | Herbert Frederick Kergin | Libéral       |
| 17e                                                                                | 1928–1933       |                          | Herbert Frederick Kergin | Libéral       |
| 18e                                                                                | 1933–1937       | William James Asselstine |                          | Libéral       |
| 19e                                                                                | 1937–1941       | William James Asselstine |                          | Libéral       |
| 20e                                                                                | 1941–1945       | William James Asselstine |                          | Libéral       |
| 21e                                                                                | 1945–1949       |                          | William Duncan Smith     | Coalition     |
| 22e                                                                                | 1949–1952       |                          | Frank Arthur Calder      | CCF           |
| 23e                                                                                | 1952–1953       |                          | Frank Arthur Calder      | CCF           |
| 24e                                                                                | 1953–1956       |                          | Frank Arthur Calder      | CCF           |
| 25e                                                                                | 1956–1960       |                          | William James Asselstine | Créditiste    |
| 26e                                                                                | 1960–1963       |                          | Frank Arthur Calder      | CCF           |
| 27e                                                                                | 1963–1966       |                          | Frank Arthur Calder      | Néo-démocrate |
| 28e                                                                                | 1966–1969       |                          | Frank Arthur Calder      | Néo-démocrate |
| 29e                                                                                | 1969–1972       |                          | Frank Arthur Calder      | Néo-démocrate |
| 30e                                                                                | 1972–1974       |                          | Frank Arthur Calder      | Néo-démocrate |
| 30e                                                                                | 1974-1975       |                          | Frank Arthur Calder      | Créditiste    |
| 31e                                                                                | 1975–1979       |                          | Frank Arthur Calder      | Créditiste    |
| 32e                                                                                | 1979–1983       |                          | Al Passarell             | Néo-démocrate |
| 33e                                                                                | 1983–1985       |                          | Al Passarell             | Néo-démocrate |
| 33e                                                                                | 1985-1986       |                          | Al Passarell             | Créditiste    |
| 33e                                                                                | sept.-oct. 1986 |                          | Vacant                   | Vacant        |
| 34e                                                                                | 1986–1991       |                          | Larry Guno               | Néo-démocrate |
| Circonscription fusionné à une partie de Skeena pour former Bulkley Valley-Stikine |                 |                          |                          |               |